# Línea 43 (S-Trein Lieja)
La línea 43 de S-Trein Lieja es una línea que une la estación de Liers con la de Flémalle-Haute, ambas en la provincia de Lieja, pasando por Lieja.
Es la cuarta línea en número de estaciones, distancia y duración de la red.

## Historia
Tras la implementación de la red S-Trein Bruselas, SNCB comenzó a trabajar en la extensión del sistema a otras ciudades belgas, entre las cuales se encuentra Lieja. Por ello, el 3 de septiembre de 2018, se inauguró la red, con 4 líneas iniciales. Entre ellas, se encuentra la línea .

## Correspondencias
- entre Liège-Guillemins y Herstal
- entre Liège-Guillemins y Liers
- en Liège-Guillemins

## Estaciones
|  |   |  | Estación            | Municipio         | Correspondencia |
|  | - |  | ------------------- | ----------------- | --- |
|  | ■ |  | Hasselt             | Hasselt           | 1 3 4 5 11 16 18a 20a 21a 22 23 35 35c 36 38 45 46 51 52 91 104 105 180 182 299 AL BP CP H01 H10 H11 H12 H13 H14 H15 H16 H17 H18 H19 H21 H31 H41 H51 H61 H71 H81 H91 |
|  | ■ |  | Diepenbeek          | Diepenbeek        | 20a 36 453 |
|  | ■ |  | Bilzen              | Bilzen            | 10 20a 34a |
|  | ■ |  | Tongeren            | Tongeren          | 4 10 23a 27 34a 39b 61 62 74 104 T1 T2 T3 T9 |
|  | ■ |  | Glons               | Bassenge          | |
|  | ■ |  | Liers               | Herstal           | 70 73 87 134 |
|  | ■ |  | Milmort             | Herstal           | |
|  | ■ |  | Herstal             | Herstal           | 76 |
|  | ■ |  | Liège—Saint-Lambert | Lieja             | 1 4 12 19 24 53 61 71 72 73 75 81 82 83 84 85 88 90 94 175 |
|  | ■ |  | Liège—Carré         | Lieja             | |
|  | ■ |  | Liège—Guillemins    | Lieja             | 1 2 3 4 9 17 25 27 30 48 58 64 65 90 94 138 140 240 248 377 |
|  | ■ |  | Bressoux            | Lieja             | |
|  | ■ |  | Visé                | Visé              | 50 78 240 |
|  | ■ |  | Eijsden             | Eijsden-Margraten | |
|  | ■ |  | Maastricht—Randwyck | Maastricht        | |
|  | ■ |  | Maastricht          | Maastricht        | |

## Explotación de la línea

### Frecuencias
| Estaciones | Lunes a viernes | Sábados, domingos y festivos |
| ---------- | --------------- | ---------------------------- |
| Maastricht | 60 min          | 60 min                       |
| Guillemins | 60 min          | 60 min                       |
| 60 min     | -               |                              |
| 60 min     | -               | Hasselt                      |

### Horarios
| Estaciones | Tiempo | Tiempo | Tiempo |
| ---------- | ------ | ------ | ------ |
| Maastricht | 0:16   | 0:34   | 1:34   |
| Visé       | 0:16   | 0:34   | 1:34   |
| 0:18       |        | 0:34   | 1:34   |
| Guillemins |        | 0:34   | 1:34   |
| 0:30       | 0:60   |        | 1:34   |
| 0:30       | 0:60   | Glons  | 1:34   |
| 0:30       | 0:60   |        | 1:34   |
| Hasselt    | 0:60   |        | 1:34   |

## Futuro
Por el momento no se prevén modificaciones en el servicio a futuro.